# Syförening

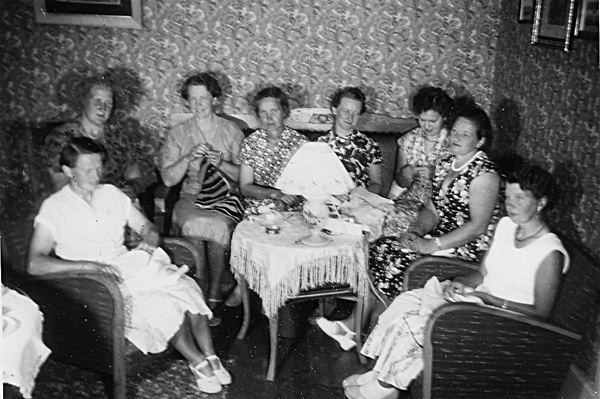
Traditionell syjunta i Havdhem på Gotland år 1940.

En syförening  och syjunta  är en grupp som träffas för att ägna sig åt sömnad och handarbete.
En syförening är mer organiserad och har vanligen till syfte att bidra till välgörenhet, oftast knutet till kyrklig verksamhet. En syjunta är en informell grupp där man vanligen kombinerar social gemenskap med att handarbeta främst för eget bruk.

## Kyrkliga syföreningar
I organiserad form arrangeras syföreningar ofta av eller i relation till kristna samfund. Syföreningar i Svenska kyrkan är ofta självständiga föreningar, med egna valda styrelser och egen ekonomi. I huvudsak ägnar man sig åt sömnad och handarbete för välgörenhet av olika slag. Vilka ändamål man vill främja beslutar man således helt själv över. Trots att föreningen är fristående är det vanligt att präster, diakoner eller annan personal deltar i verksamheten i viss utsträckning. Även frikyrkor har och har haft syföreningar.
Sveriges första syförening anses vara den förening som träffades på herrgården Herrestad i Kärda i Småland och som 1844 bildades av Emilie Petersen, den så kallade "Mormor på Herrestad". Man träffades en gång i veckan för att läsa Guds ord, be, sjunga och samtala om andliga frågor samt för att sy till förmån för fattiga barn i Lappland. Under sammankomsterna läste prästen högt ur Bibeln.
Syföreningsrörelsen som helhet fann sin form vid mitten av 1800-talet. Föreningarna bildades oftast i borgerlig miljö, och arbetade för mission och diakoni. När under 1800-talets andra halva den inre missionen blev mer utbredd bidrog syföreningarna med pengar för att bekosta nya verksamheter såsom sjömansvård och byggen av nya kyrkor och kapell, exempelvis gamla Rydöbruks kapell byggt 1916. Handarbetena såldes, antingen i föreningens egen regi eller på stora basarer som två gånger om året hölls i Stockholm.
Ett annat viktigt område har varit att bekosta och ibland själv tillverka föremål för det egna kyrkorummets prydnad. Syföreningarna har ofta bekostat inköp av kyrkotextil. Om paramentateljéns pris upplevts som för högt har man sänkt kostnaden genom att ta emot föremålet halvfärdigt och själv utföra delar av, eller samtliga broderier.
Den kyrkliga syföreningsverksamheten ökade kraftigt vid förra sekelskiftet, och ökningen fortsatte en god bit in på 1900-talet för att i modern tid ha sjunkit undan. Ännu 1980 inbringade syföreningarna inom Svenska kyrkan totalt över 40 miljoner kronor, varav det mesta används inom den egna församlingen. Typiska ändamål är utsmyckning av den egna kyrkan, bidrag till byggen av församlingshem och viss verksamhet som exempelvis De gamlas dag. Resten av pengarna användes till mission, diakoni, sjömansvård och flyktinghjälp.

## Icke kyrkliga syföreningar
Den mest kända syföreningen är kanske Syföreningen af år 1872, som inte är kyrkligt anknuten och som fortfarande är verksam. År 2022 hade de 150-årsjubileum. Föreningen bildades av en grupp socialt engagerade kvinnor i Landskrona 1872 och kallades även "Klubben". Den började sin verksamhet med att sy kläder till Landskronas fattiga barn. Senare arrangerade de även matbespisning till skolbarn, aftonskolor för fattiga kvinnor, arbetsstugor för pojkar, bibliotek, föreläsningar och musikklubbar. Selma Lagerlöf var medlem i ”Klubben” under de år hon arbetade som lärarinna i Landskrona (1885–1895).

## Syjunta
Syjunta är ett vardagligt uttryck för en grupp som träffas för att sy, virka, sticka eller brodera, och för att umgås. Till skillnad från syföreningar är syjuntan ingen formell organisation eller förening, utan utgörs av ett antal vänner som träffas med varierande grad av regelbundenhet. Vanligtvis är deltagarna kvinnor som träffas hemma hos varandra.
Ordet "syjunta" har ett första belägg i SAOB 1897. Syjuntor var ett vanliga sätt för kvinnor att träffas och umgås under början och mitten av 1900-talet men i och med kvinnans emancipation och inflyttningen till städer förlorade de under seklets sista decennier mycket av sin funktion som social mötesplats. Syjuntan blev så en umgängesform framförallt för äldre kvinnor på mindre orter, men vid millennieskiftet 2000 fick syjuntan ny popularitet, nu bland yngre kvinnor i storstäderna.